# (309704) Baruffetti
(309704) Baruffetti est un astéroïde de la ceinture principale.

## Description
(309704) Baruffetti est un astéroïde de la ceinture principale. Il fut découvert le 29 mars 2008 à San Marcello Pistoiese par Luciano Tesi et Giancarlo Fagioli. Il présente une orbite caractérisée par un demi-grand axe de 3,06 UA, une excentricité de 0,04 et une inclinaison de 10,6° par rapport à l'écliptique.

## Compléments